# Oligofilomorpha karlingi
Oligofilomorpha karlingi är en plattmaskart som beskrevs av Jürgen Dörjes 1971. Oligofilomorpha karlingi ingår i släktet Oligofilomorpha och familjen Solenofilomorphidae. Inga underarter finns listade i Catalogue of Life.